# Deklaration von Sofia (1929)

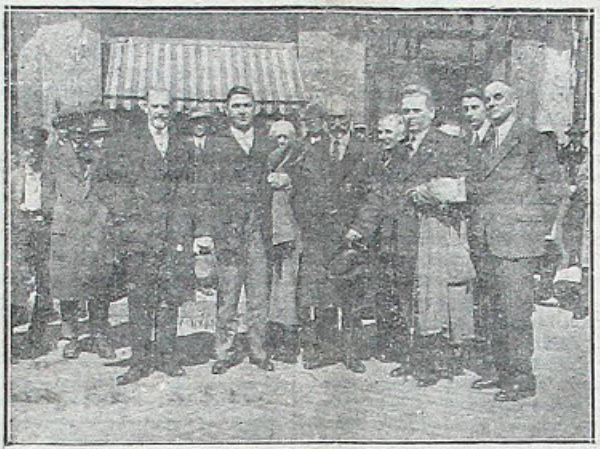
Ante Pavelić und Gustav Perčec mit den Vertretern des „Mazedonischen Nationalkomitees“ am Tag der Unterzeichnung der Deklaration in Sofia (20. April 1929).

Die Deklaration von Sofia (kroatisch Sofijska deklaracija, bulgarisch Софийска декларация) vom 20. April 1929 war eine Vereinbarung über die Zusammenarbeit der nationalistisch-terroristischen kroatischen Ustascha und der bulgarischen IMRO im Kampf gegen die jugoslawische Königsdiktatur. Die Deklaration wurde von den Führern dieser Organisationen Ante Pavelić und Iwan Michajlow initiiert.
Unterzeichnet wurde die Deklaration einerseits von Ante Pavelić und Gustav Perčec für die Ustascha, andererseits vom michajlowtreuen Präsidenten Konstantin Stanischew und weiteren Vertretern der IMRO-Unterorganisation „Mazedonisches Nationalkomitee“ in Sofia.

## Zielsetzung
Ziel der Deklaration war die Koordination des gemeinsamen Kampfes der kroatischen und mazedonischen Emigranten bei der Zerschlagung des Königreichs Jugoslawien unter der Herrschaft der serbischen Karađorđević-Dynastie und die Errichtung der selbstständigen Staaten Kroatien und Mazedonien.

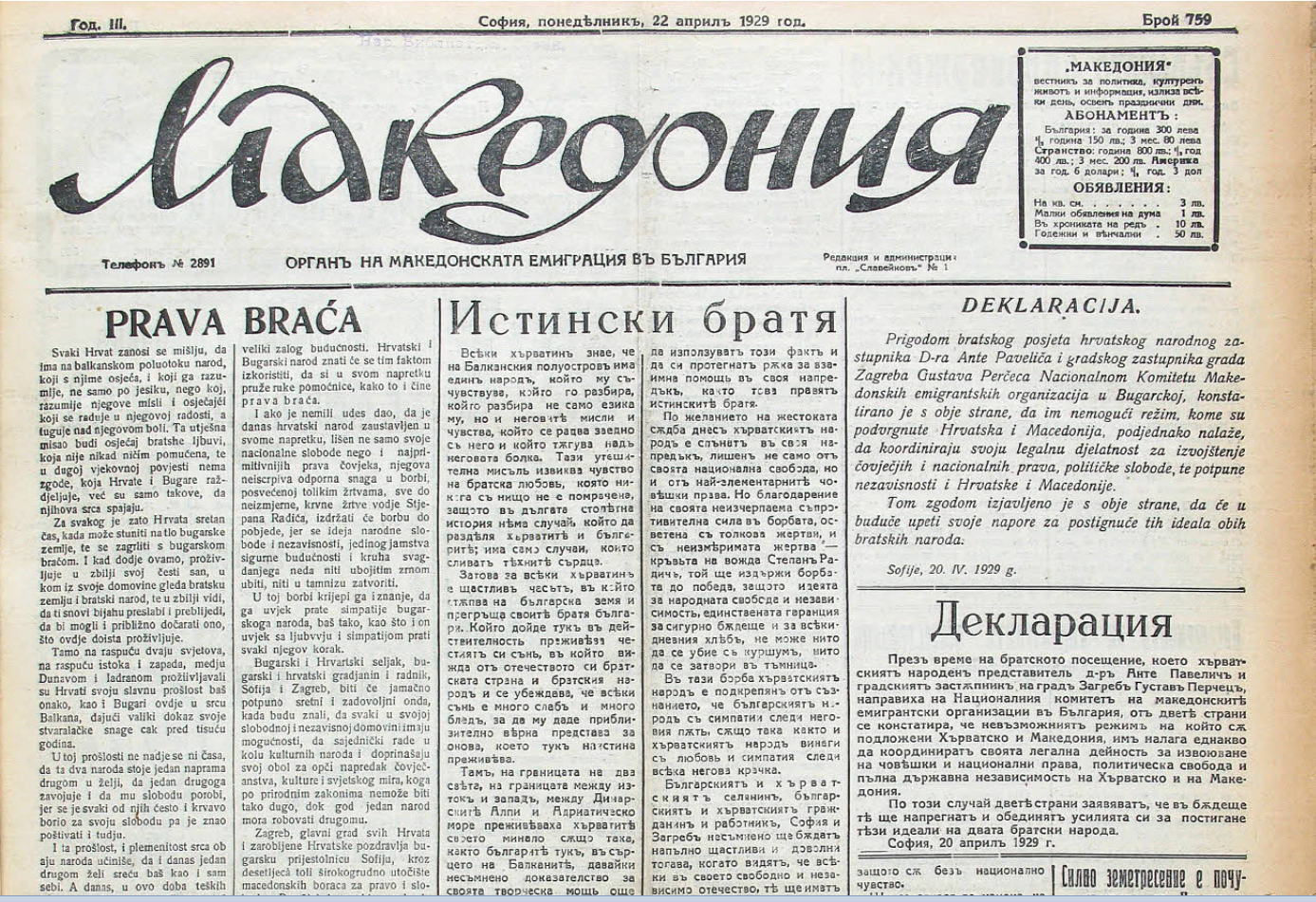
Zeitungsbericht und Text der Deklaration von Sofia in der mazedonischen Zeitung „Makedonia“ (22. April 1929)

Die Deklaration lautet im Wesentlichen:

„Gelegentlich des brüderlichen Besuches des kroatischen Abgeordneten Dr. Ante Pavelić und des Stadtrates der kroatischen Hauptstadt Zagreb Gustav Perčec beim Nationalkomitee der Mazedonischen Emigrantenorganisation in Bulgarien, wurde von beiden Teilen konstatiert, dass das Kroatien und Mazedonien aufgezwungene unmögliche Belgrader Regime, beide in gleichem Maße veranlasst, ihre legale Tätigkeit zur Erkämpfung der menschlichen und nationalen Rechte, der politischen Freiheit und der vollständigen Unabhängigkeit Kroatiens und Mazedoniens zu koordinieren.
Gleichzeitig wurde von beiden Teilen erklärt, dass sie in Hinkunft durch Anspannung aller ihrer Kräfte auf die Erreichung dieser Ideale beider Brudervölker hinarbeiten werden.“

## Folgen
Pavelić wohnte während des Besuchs im Hauptquartier der IMRO, dem Landhaus des IMRO-Führers Michajlow in Bankya bei Sofia. Nach der Unterzeichnung der Deklaration reiste Pavelić ins faschistische Italien weiter und fand dort, durch die Unterstützung Michajlows, Zugang zu diplomatischen Kreisen, welche den Kampf der Ustascha fortan massiv unterstützen.
Am 17. Juli 1929 verurteilte das jugoslawischen Ausnahmegericht zum Schutz des Staates in Belgrad die kroatischen Unterzeichner Ante Pavelić und Gustav Perčec in Abwesenheit zum Tod. Die Urteilsbegründung warf ihnen vor:

„I. Auf der Sofioter Eisenbahnstation vor einer Volksmenge und besonders vor einer größeren Gruppe mazedonischer Emigranten auf die Begrüßungsansprache […] mit Reden geantwortet zu haben. […]
II. Dass sie bei einem […] ihnen zu Ehren veranstalteten Bankett in Sofia staatsfeindliche Reden gehalten haben.
III. Dr. Ante Pavelić […] die Zusammenarbeit zum Zwecke der Lostrennung Kroatiens und Mazedoniens vom jugoslawischen Staat zugesagt hat, […] wodurch sie sich des Verbrechens nach Art. I, Punkt 1 und 2 des Gesetzes über den Schutz der öffentlichen Sicherheit und Ordnung im Staate, dann des Vergehens nach Art. IV und V desselben Gesetzes schuldig gemacht haben, und deswegen laut § 68 und 69 des serbischen [sic] Strafgesetzes zum Tode verurteilt werden.“

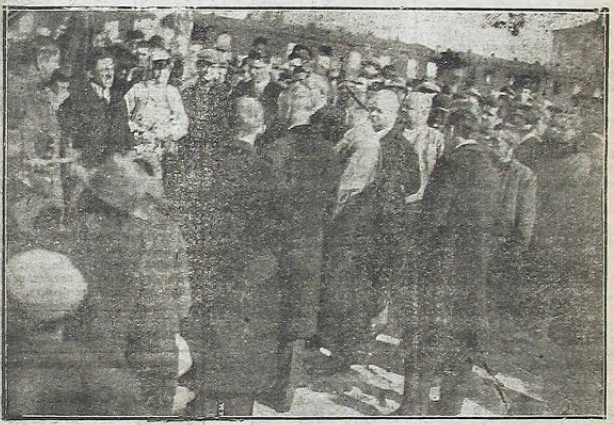
Begrüßung von Pavelić und Perčec auf dem Grenzbahnhof von Widin am Vortag der Unterzeichnung.

Im Jahr 1930 sprachen sich Michajlow und Pavelić, anlässlich einer Emigrantenkonferenz in Baden bei Wien, dafür aus, nicht bei publizistischer Tätigkeit zu bleiben, sondern durch gewaltsame Aktionen die Aufmerksamkeit der Welt auf Kroatien zu lenken und die kroatische Bevölkerung aufzurütteln. So explodierten 1931 mehrere Bomben in Zügen, die von Wien nach Belgrad fuhren.

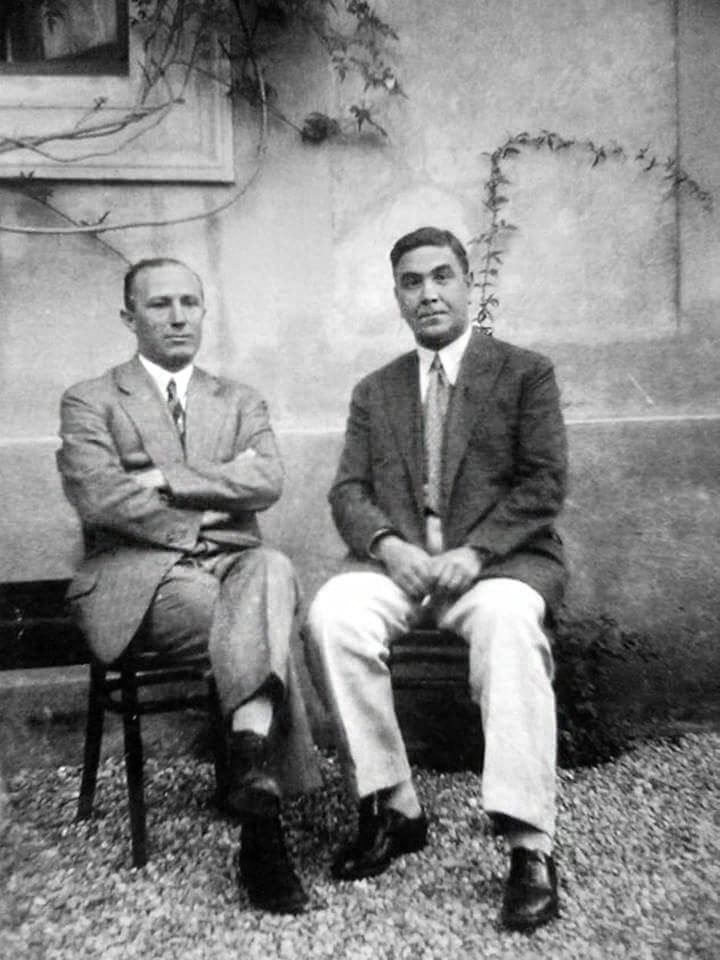
Ante Pavelić (rechts) und Ivan Mihailov im Exil in Brescia, Italien (1931).

Des Weiteren war die Deklaration die formelle Vorbedingung und Rechtfertigung für eine gemeinsame Zusammenarbeit und ermöglichte das tödliche Attentat gegen den jugoslawischen König Alexander I. im Jahr 1934, in gemeinsamer Planung und Durchführung von Mitgliedern beider Organisationen. Ausgeführt wurde das Attentat von Wlado Tschernosemski, einem Mitglied der IMRO, der sich als Verbindungsmann in einem Ausbildungslager der Ustascha aufhielt. Zur Ausbildung aktiver bewaffneter Kampf- und Aufstandskader durchliefen mehrere Unterführer der erst neu gegründeten Ustascha die bulgarischen Ausbildungslager der hierin besonders erfahrenen IMRO, darunter auch solche die am Attentat beteiligt waren. Die Deklaration stellte für die Ustascha die endgültige Hinwendung zum Terror dar und die Ausbildung durch die IMRO war für die Bildung des Kerns der Ustascha-Organisation von gewichtiger Bedeutung.